# Резолюція Ради Безпеки ООН 1973
Резолюція Ради Безпеки ООН 1973 — резолюція, прийнята Радою Безпеки ООН 17 березня 2011 через повстання у Лівії. Була прийнята десятьма голосами «за» при п'ятьох "утримався". «Проти» не проголосувала жодна країна.
Генеральний секретар ООН Пан Гі Мун назвав резолюцію 1973 історичною. На його думку, прийняттям цієї резолюції міжнародне співтовариство продемонструвало відданість реалізації своєї відповідальності щодо захисту цивільного населення від насильства, скоєного його власним урядом.

## Основні положення
- РБ ООН вимагає негайного припинення вогню та насильства щодо мирного населення в Лівії;

- РБ ООН вводить заборону на всі польоти над Лівією, крім гуманітарних польотів і евакуації іноземців; «також заборона не стосується польотів, дозволених в пунктах 4 і 8, і інших польотів, які держави, що діють на підставі пункту 8, вважають необхідними для користі лівійського народу»[2][3][4];

- РБ ООН санкціює будь-які дії щодо захисту мирних жителів і населених ними територій, за винятком введення окупаційних військ;

- РБ ООН дозволяє інспекцію тих суден і літаків, на яких до Лівії можуть бути доставлені зброя і найманці;

- РБ ООН вводить заборону на всі польоти до Лівії;

- РБ ООН заморожує активи лівійського керівництва;

- РБ ООН розширює список лівійських чиновників, щодо яких запроваджено санкції на пересування.

## Голосування
| За (10) | Утримались (5)                               | Проти (0) |
| --- | -------------------------------------------- | --------- |
| - Велика Британія - США - Франція - Боснія і Герцеговина - Габон - Колумбія - Ліван - Нігерія - Португалія - ПАР | - КНР - Росія - Бразилія - Німеччина - Індія |           |

1. Жирним виділені постійні члени Ради Безпеки ООН